# 杨保建
杨保建（1957年9月—），白族，云南大理人，中华人民共和国政治人物，昆明理工大学原副校长，现任云南省人大常委会副主任，中国国民党革命委员会中央委员会常务委员、云南省委员会主任委员，第十三届全国政协常务委员。